# Зареченский (Воронежская область)
Заре́ченский — посёлок в Таловском районе Воронежской области России. Входит в состав Александровского сельского поселения.

## География
Посёлок находится на северо-востоке центральной части Воронежской области, в лесостепной зоне, на правом берегу реки Сухая Чигла, севернее рабочего посёлка Таловая, административного центра района. Абсолютная высота — 115 м над уровнем моря.
Часовой пояс
Посёлок Зареченский, как и вся Воронежская область, находится в часовой зоне МСК (московское время). Смещение применяемого времени относительно UTC составляет +3:00.

## Население
| 2010 |
| ---- |
| 92   |

Гендерный состав
По данным Всероссийской переписи населения 2010 года, в гендерной структуре населения мужчины составляли 40,2 %, женщины — соответственно 59,8 %.
Национальный состав
Согласно результатам переписи 2002 года, в национальной структуре населения русские составляли 96 %.

## Улицы
Уличная сеть посёлка состоит из одной улицы (ул. Есенина).